# Saint-Junien-les-Combes
Saint-Junien-les-Combes é uma comuna francesa na região administrativa da Nova Aquitânia, no departamento de Alto Vienne. Estende-se por uma área de 20,59 km². Em 2010 a comuna tinha 183 habitantes (densidade: 8,9 hab./km²).